# Smogorówka Dolistowska (gromada)
Smogorówka Dolistowska – dawna gromada, czyli najmniejsza jednostka podziału terytorialnego Polskiej Rzeczypospolitej Ludowej w latach 1954–1972.
Gromady, z gromadzkimi radami narodowymi (GRN) jako organami władzy najniższego stopnia na wsi, funkcjonowały od reformy reorganizującej administrację wiejską przeprowadzonej jesienią 1954 do momentu ich zniesienia z dniem 1 stycznia 1973, tym samym wypierając organizację gminną w latach 1954–1972.
Gromadę Smogorówka Dolistowska z siedzibą GRN w Smogorówce Dolistowskiej utworzono – jako jedną z 8759 gromad – w powiecie monieckim w woj. białostockim, na mocy uchwały nr 19/V WRN w Białymstoku z dnia 4 października 1954. W skład jednostki weszły obszary dotychczasowych gromad Smogorówka Dolistowska, Moniuszki, Krzecze, Smogorówka Goniądzka, Wrocień, Szaciły i Radzie ze zniesionej gminy Jaświły w tymże powiecie. Dla gromady ustalono 23 członków gromadzkiej rady narodowej.
31 grudnia 1961 z gromady Smogorówka Dolistowska wyłączono wsie Radzie i Moniuszki włączając je do gromady Dolistowo Stare oraz wieś Szaciły włączając ją do gromady Jaświły, po czym gromadę Smogorówka Dolistowska zniesiono włączając jej (pozostały) obszar do nowo utworzonej gromady Klewianka.